# 老梧地ジャンクション
老梧地ジャンクション（ノオジ ジャンクション）は大韓民国仁川広域市桂陽区にある首都圏第一循環高速道路（100号線）と仁川国際空港高速道路（130号線）を接続するジャンクションである。高陽方面から首都圏第一循環高速道路に進入することはできない。（逆も同じ）

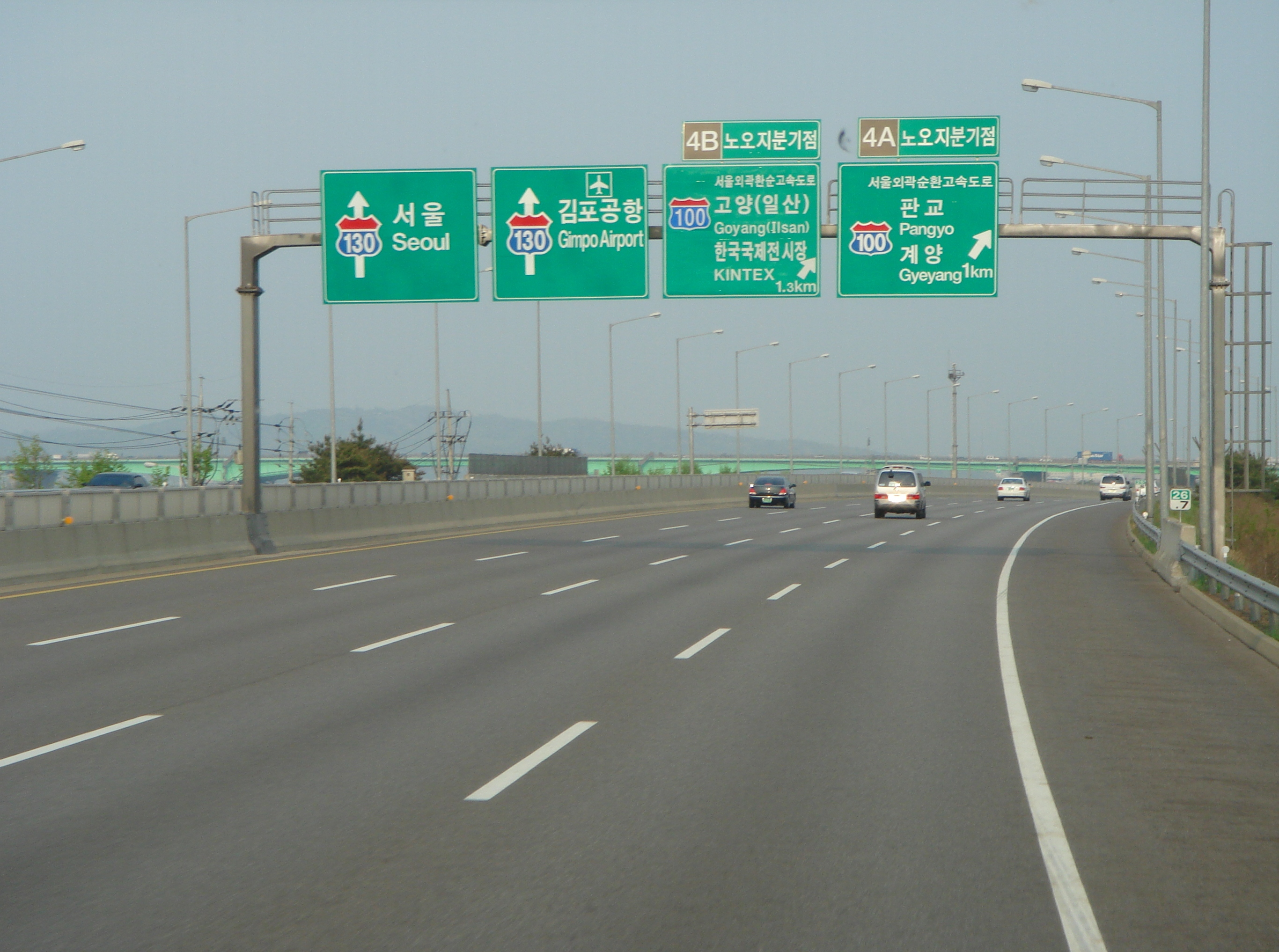
仁川国際空港高速道路（高陽方向）から見た老梧地JCT

## 接続している路線

### 高陽・城南方面
- 首都圏第一循環高速道路（21番）

### 仁川国際空港方面
- 仁川国際空港高速道路（4番）

## 隣
首都圏第一循環高速道路
- (20) 金浦IC（朝鮮語版） - 金浦料金所 - (21) 老梧地JCT - (22) 桂陽IC

仁川国際空港高速道路
- (5) 青羅IC（朝鮮語版） - (6) 老梧地JCT - (7) 金浦空港IC（朝鮮語版）